# Absamer Klettersteig

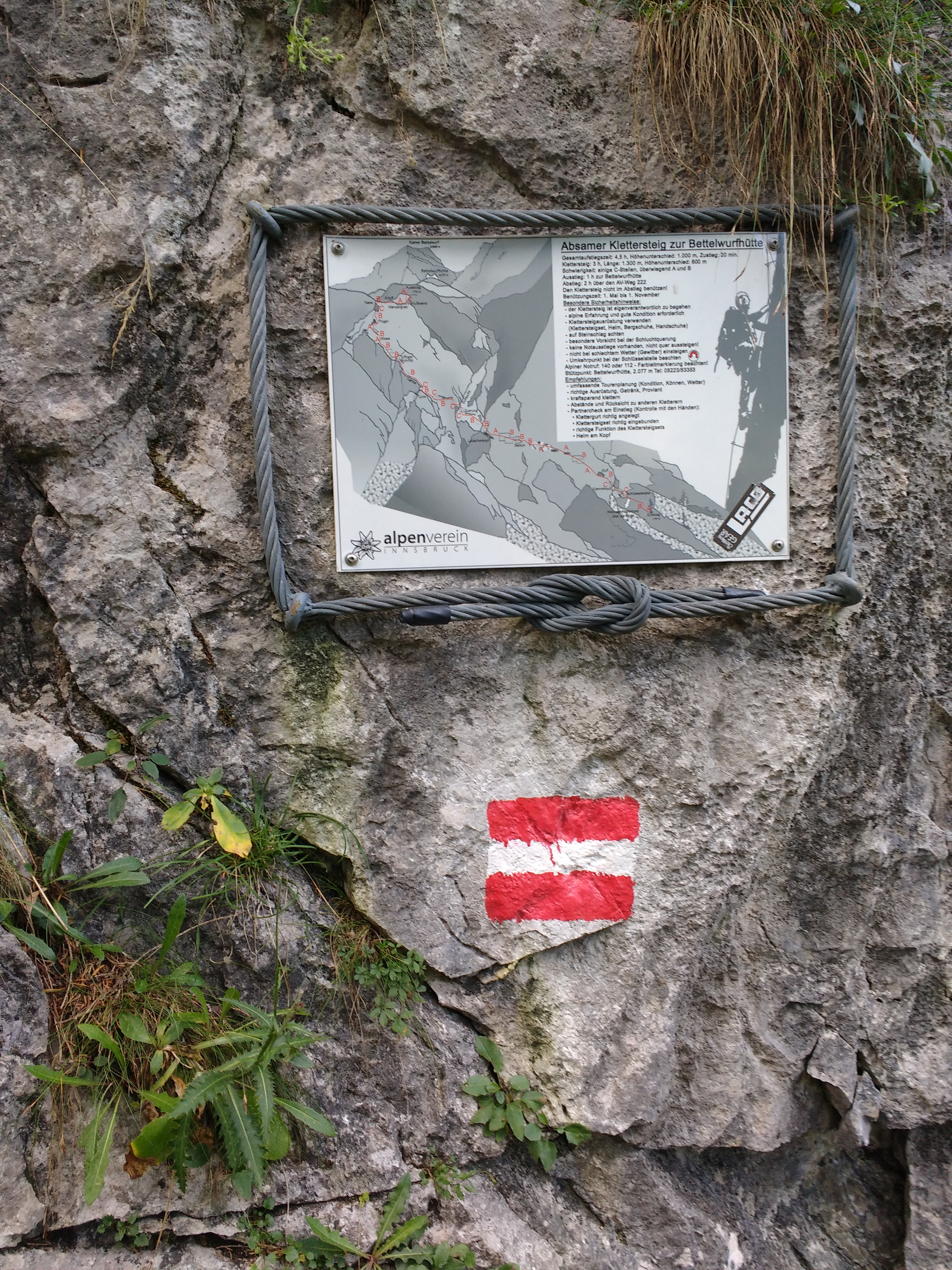
Topo beim Einstieg

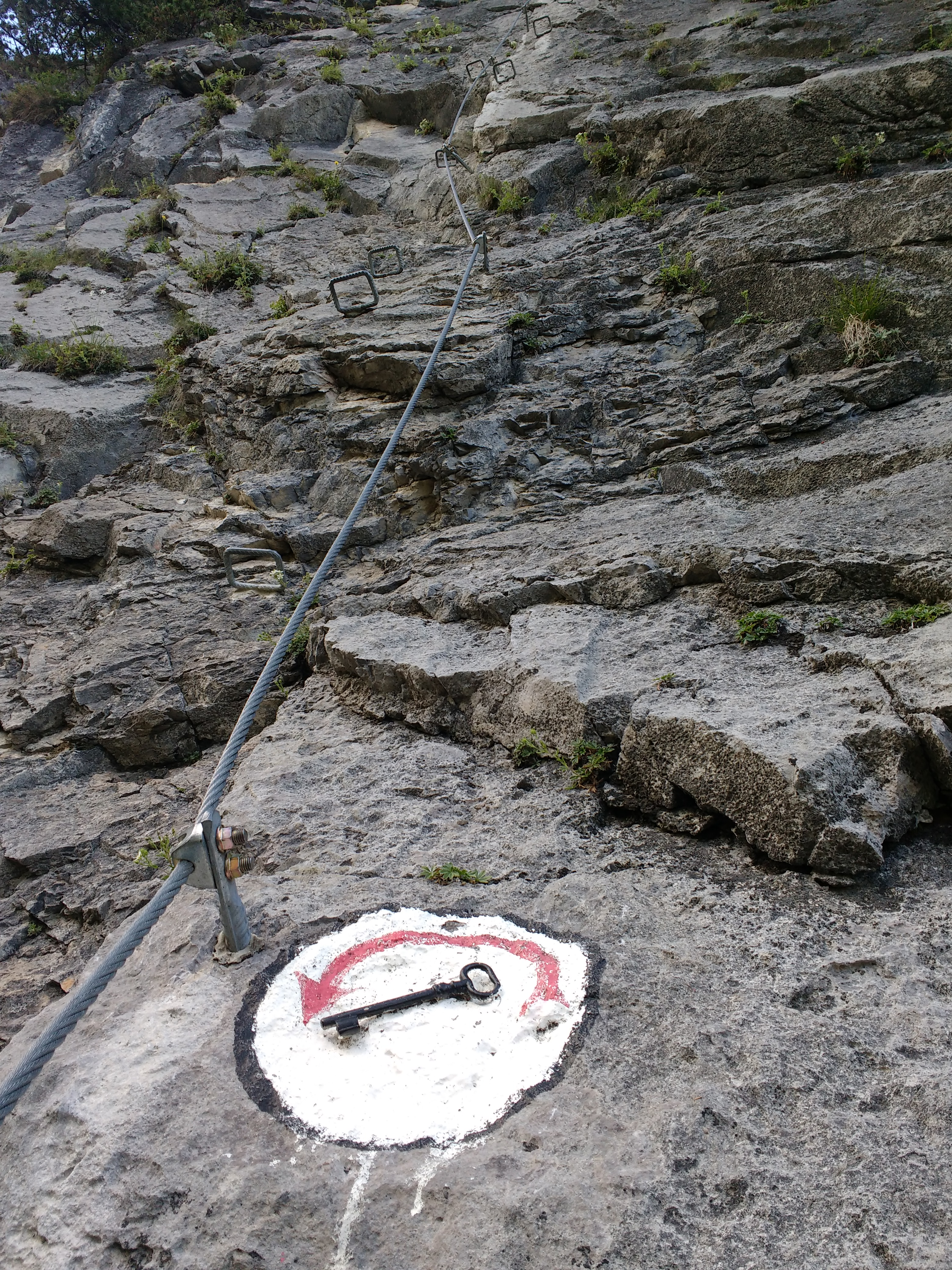
Kennzeichnung der Schlüsselstelle

Der Absamer Klettersteig ist ein Klettersteig, der vom Halltal auf die Bettelwurfhütte führt. Er wurde im Jahr 2011 eröffnet.

## Verlauf
Der Klettersteig beginnt beim „Bettelwurfeck“ (II. Ladhütte) im Halltal auf etwa 1160 m ü. A. Von dort führt er auf dem Südhang des Halltals bis zur Ausstiegsstelle auf etwa 1780 m ü. A. in der Nähe der Bettelwurfhütte.
Der Klettersteig darf nicht im Abstieg benützt werden. Zum Abstieg kann der Weg von der Bettelwurfhütte oder über das Lafatscher Joch genutzt werden.

## Schwierigkeit
Die Gehzeit im Klettersteig wird in der Literatur mit drei Stunden angegeben. Die Länge der Route beträgt 1300 Meter, der Höhenunterschied etwa 600 Meter. Die Schwierigkeit des Klettersteigs wird auf der Hüsler-Skala überwiegend mit A und B bewertet, zwei Schlüsselstellen mit C. Die Gehzeiten von Absam zur Einstiegsstelle und von der Ausstiegsstelle zur Bettelwurfhütte betragen jeweils etwa eine Stunde.